# 1910 en musique classique
| \| • Retour à la chronologie générale de la musique classique • \| |
| Grèce • Rome • Haut Moyen Âge • VIIIe siècle • IXe siècle • Xe siècle • XIe siècle XIIe siècle • XIIIe siècle • XIVe siècle • XVe siècle • XVIe siècle • XVIIe siècle XVIIIe siècle • XIXe siècle • XXe siècle • XXIe siècle |
| • Retour à la chronologie générale de la musique classique • |

| Années en musique classique : 1907 - 1908 - 1909 - 1910 - 1911 - 1912 - 1913    |
| Décennies en musique classique : 1880 - 1890 - 1900 - 1910 - 1920 - 1930 - 1940 |

## Événements

### Créations
- 24 février : Don Quichotte, opéra de Jules Massenet, créé à l'Opéra de Monte-Carlo sous la direction de Léon Jehin.
- 17 mars : la Sonate pour violoncelle et piano de Zoltán Kodály, créée par Jenö Kerperly (violoncelle) et Béla Bartók (piano).
- 19 mars : Quatuor à cordes no 1 de Béla Bartók, créé à Budapest.
- 20 avril : Ma mère l'Oye, suite pour piano à quatre mains de Maurice Ravel, créée par deux enfants (voir 1912) ; D'un cahier d'esquisses de Claude Debussy, pour piano, créé par Ravel.
- 7 juin : La Muse et le Poète de Camille Saint-Saëns, créé par Eugène Ysaÿe, Joseph Hollman et le compositeur à Londres.
- 25 juin : L'Oiseau de feu d’Igor Stravinsky est présenté à Paris par Serge de Diaghilev.
- 8 septembre : Concert Mayol à Paris avec la revue C’est solide (Raimu et Damia).
- 12 septembre : la Symphonie no 8 de Gustav Mahler est créée à Munich, dirigée par le compositeur.
- 12 octobre : la Symphonie no 1 de Ralph Vaughan Williams, créée à Leeds.
- 2 novembre : Macbeth, opéra d'Ernest Bloch, créé à l'Opéra-Comique à Paris.
- 10 novembre : le Concerto pour violon d'Edward Elgar, créé à Londres sous la direction du compositeur, avec en soliste Fritz Kreisler.
- 20 novembre : Semirâma, opéra d'Ottorino Respighi, créé au Teatro Comunale de Bologne.
- 2 décembre : Kleider machen Leute, opéra (1re version) d'Alexander von Zemlinsky créé au Volksoper de Vienne.
- 5 décembre : Songes, de Sergueï Prokofiev.
- 12 décembre : La Fille du Far-West, opéra de Giacomo Puccini, créé à New York sous la direction de Puccini avec Enrico Caruso.

## Naissances

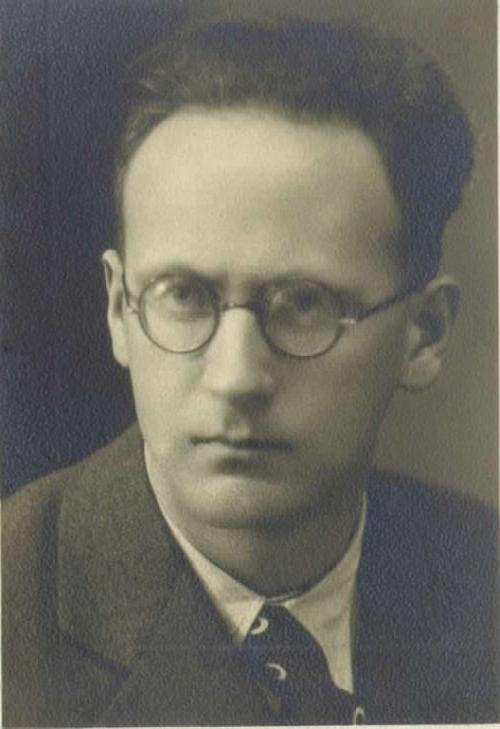
František Rauch

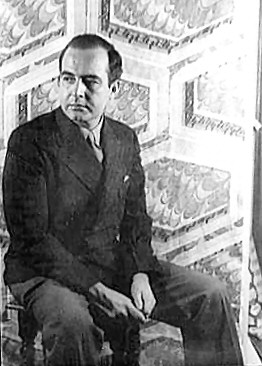
Samuel Barber

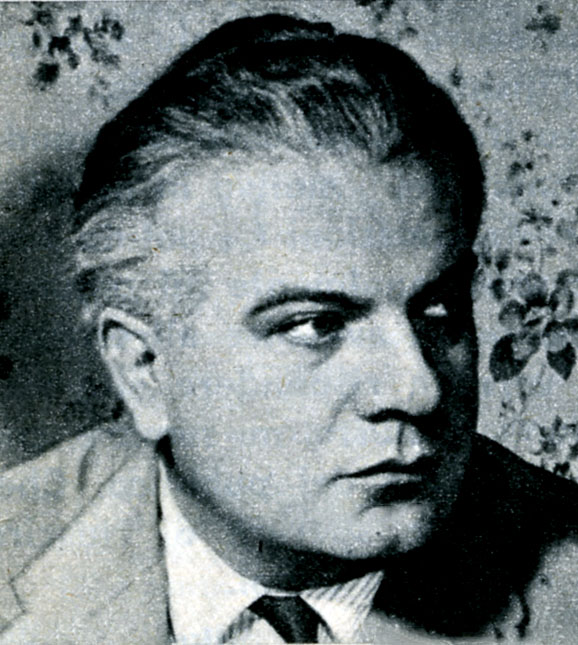
Alceo Galliera

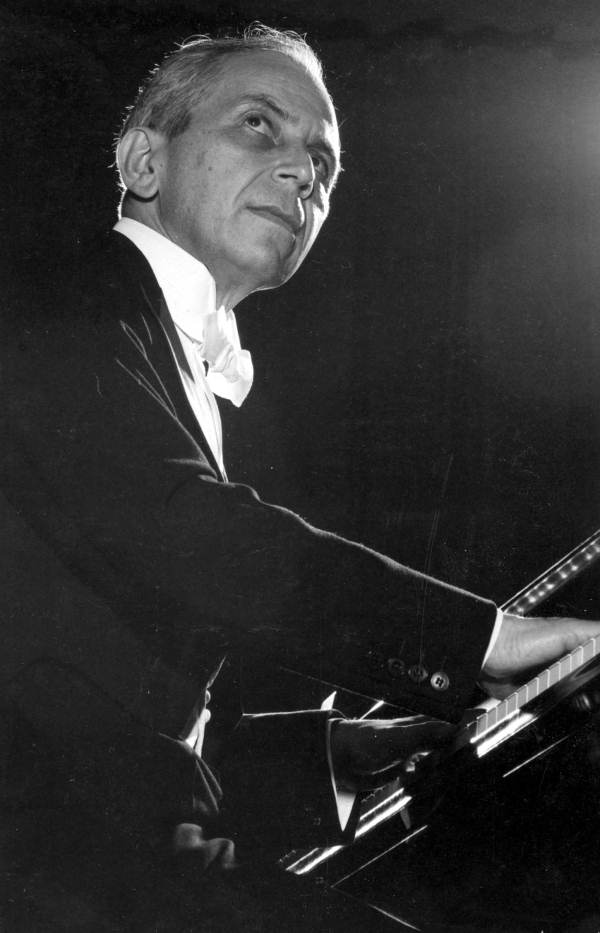
Edward Kilenyi

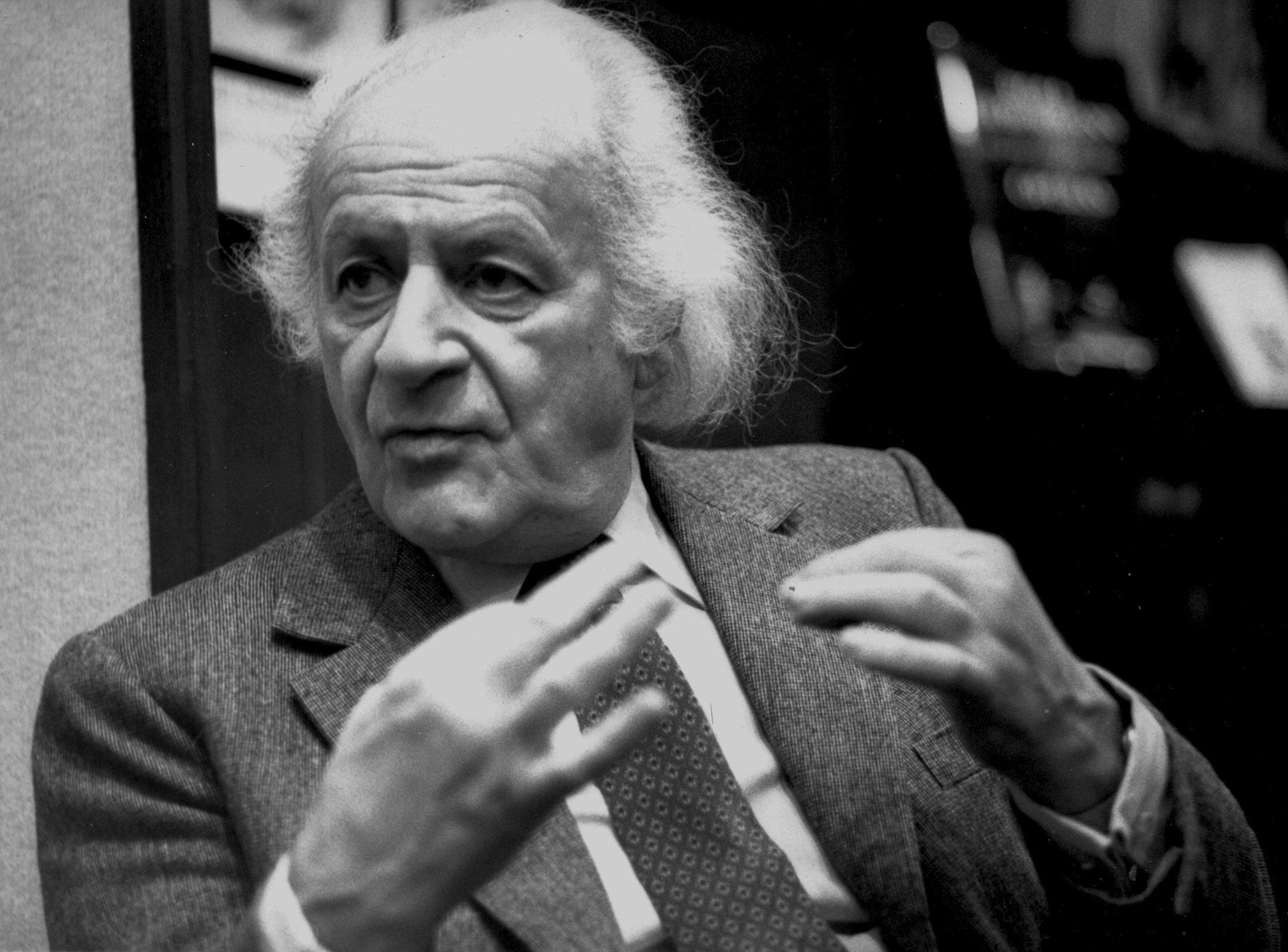
Rolf Liebermann

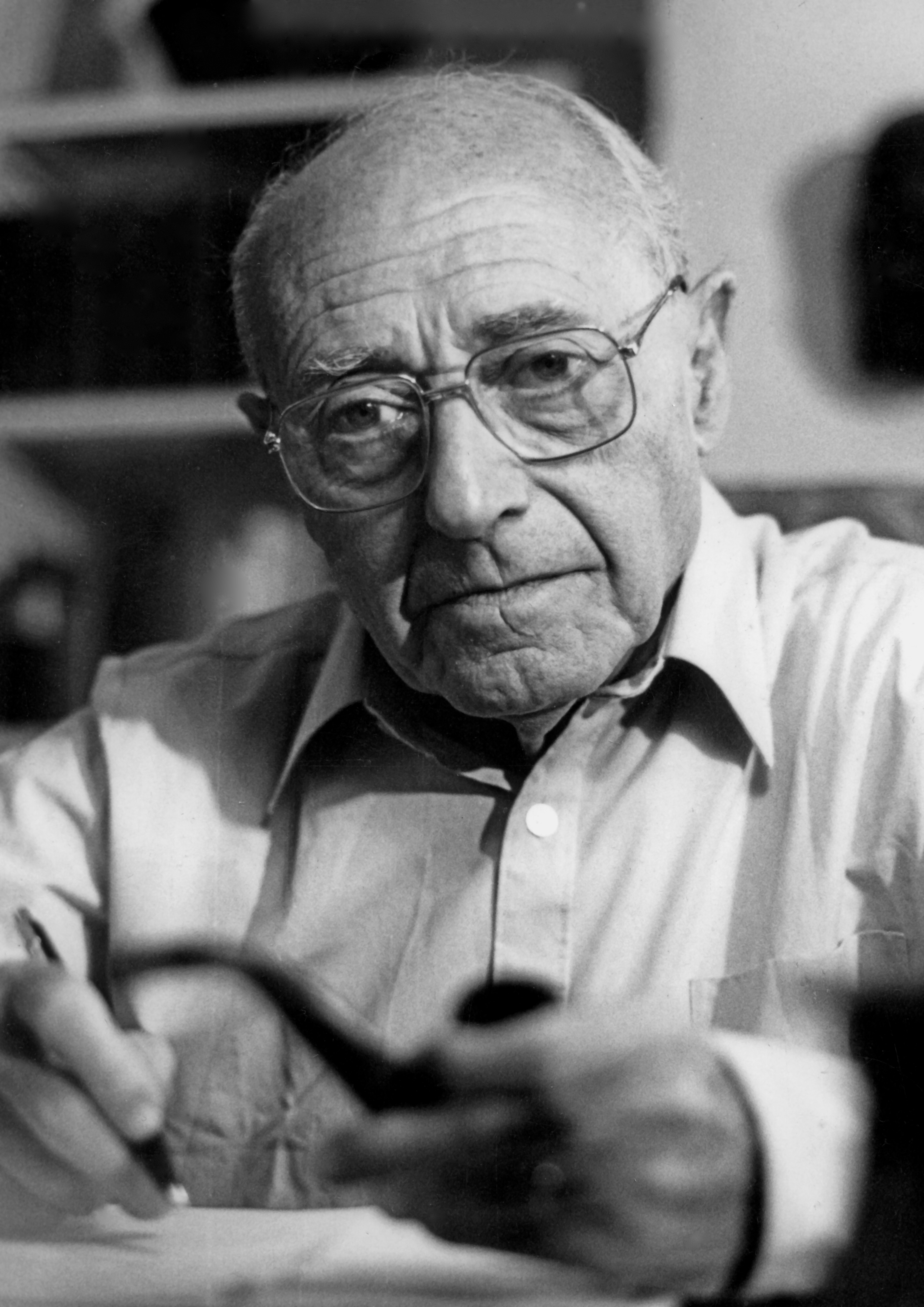
Josef Tal

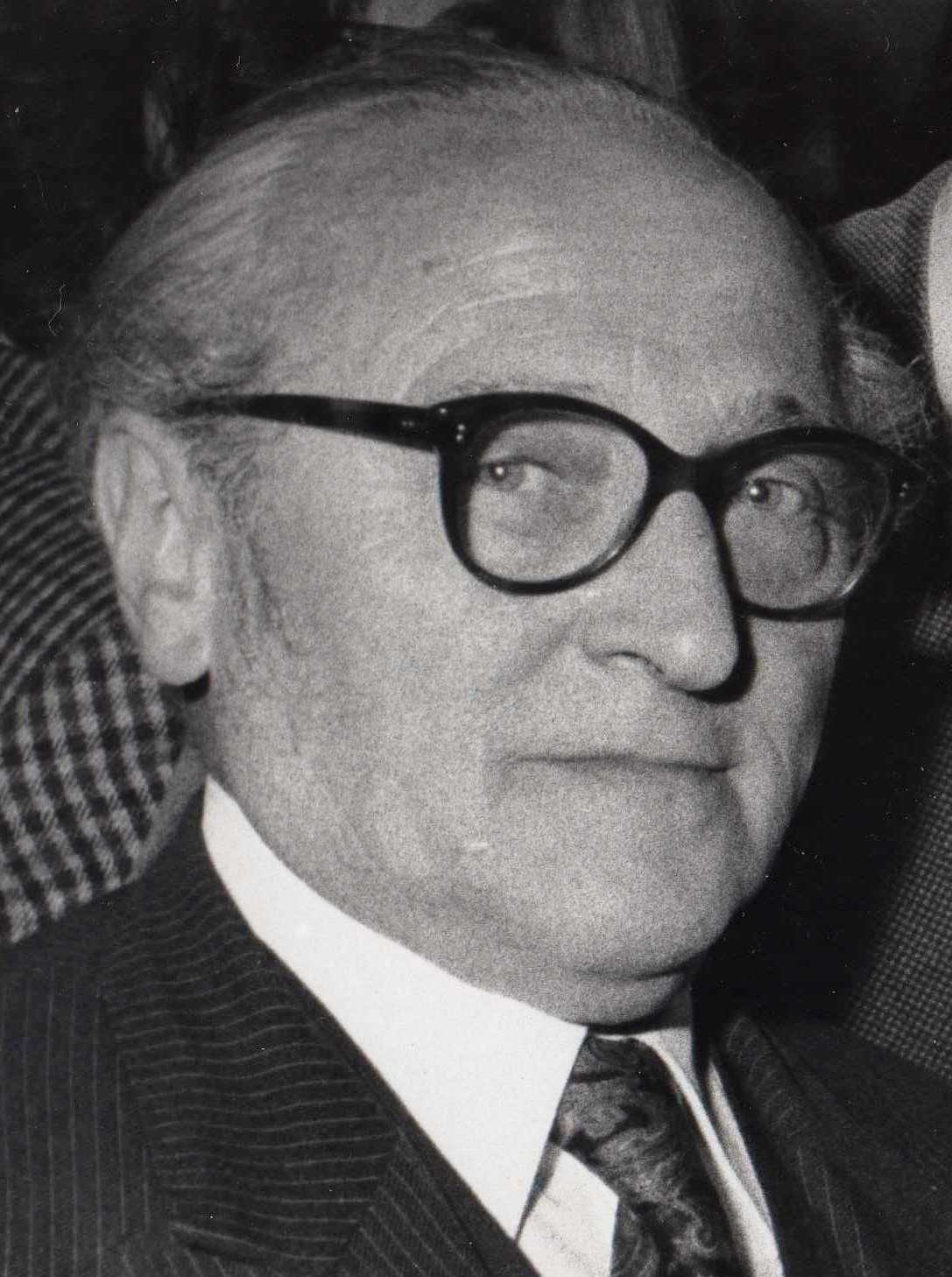
René Challan

- 9 janvier : Henriette Puig-Roget, compositrice, pianiste et organiste française († 24 novembre 1992).
- 10 janvier : Jean Martinon, chef d'orchestre et compositeur français († 1er mars 1976).
- 18 janvier : Henri Carol, organiste, improvisateur, chef de chœur, compositeur, et professeur d'orgue français († 23 septembre 1984).
- 20 janvier : Ennio Porrino, compositeur et professeur italien († 25 septembre 1959).
- 26 janvier : Marijan Lipovšek, compositeur, pianiste, photographe et pédagogue slovène († 25 décembre 1995).
- 3 février : Blas Galindo, compositeur mexicain († 19 avril 1993).
- 4 février : František Rauch, pianiste et pédagogue tchèque († 23 septembre 1996).
- 10 février : Maria Cebotari, soprano autrichienne († 9 juin 1949).
- 13 février : Elsa Barraine, compositrice française († 20 mars 1999).
- 18 février : Lycia de Biase Bidart, pianiste et compositrice brésilienne († 10 juillet 1991).
- 22 février : Hervey Alan, chanteur d'opéra, baryton-basse († 12 janvier 1982).
- 2 mars : Harry Blech, violoniste et chef d'orchestre britannique († 9 mai 1999).
- 9 mars : Samuel Barber, compositeur américain († 23 janvier 1981).
- 21 mars :
  - Gustav Neidlinger, baryton-basse allemand († 26 décembre 1991).
  - Sylvain Vouillemin, compositeur, pianiste et chef d'orchestre belge († 12 mai 1995).
- 24 mars : Jacques Chailley, musicologue et compositeur français († 21 janvier 1999).
- 25 mars : Magda Olivero, soprano italienne († 8 septembre 2014).
- 27 mars : Manfred Bukofzer, musicologue et humaniste germano-américain († 7 décembre 1955).
- 13 avril : Aloys Fleischmann, compositeur et musicologue irlandais († 21 juillet 1992).
- 14 avril : Werner Wolf Glaser, compositeur suédois d'origine allemande († 29 mars 2006).
- 19 avril : Jean Giroud, organiste et compositeur français († 31 janvier 1997).
- 26 avril : Erland von Koch, compositeur suédois († 31 janvier 2009).
- 29 avril : Mireille Flour, harpiste française, naturalisée belge († 1984).
- 30 avril : Pierre Lantier, compositeur français († 4 avril 1998).
- 3 mai : Alceo Galliera, chef d'orchestre italien († 21 avril 1996).
- 7 mai : Edward Kilenyi, pianiste et professeur américain d'origine hongroise († 6 janvier 2000).
- 12 mai : Giulietta Simionato, mezzo-soprano italienne († 5 mai 2010).
- 26 mai : Shena Fraser, compositrice écossaise († 1990).
- 4 juin : Anton Dermota, ténor yougoslave († 22 juin 1989).
- 7 juin : Suzanne Clercx-Lejeune, musicologue belge († 27 septembre 1985).
- 14 juin : Rudolf Kempe, chef d'orchestre allemand († 12 mai 1976).
- 16 juin : Alexander Steinbrecher, compositeur autrichien († 6 avril 1982).
- 20 juin : Konstantin Simeonov, chef d'orchestre russe († 3 janvier 1987).
- 22 juin : Peter Pears, chanteur classique britannique († 3 avril 1986).
- 27 juin : Karel Reiner, compositeur et pianiste tchèque († 17 octobre 1979).
- 28 juin : Fritz Rieger, chef d'orchestre allemand († 30 septembre 1978).
- 2 juillet : Jeff Alexander, compositeur, chef d'orchestre, pianiste, orchestrateur et arrangeur américain († 23 décembre 1989).
- 6 juillet : Dorothy Kirsten, chanteuse d'opéra américaine († 18 novembre 1992).
- 1er août : Walter Scharf, compositeur, arrangeur, pianiste et chef d'orchestre américain, connu surtout dans le domaine de la musique de film († 24 février 2003).
- 4 août : William Schuman, compositeur américain († 15 février 1992).
- 6 août :
  - Enzo Mascherini, baryton italien († 29 juillet 1981).
  - Erich Schmidt, organiste et chef de chœur allemand († 8 juin 2005).
  - Friedrich Schröder, compositeur allemand († 25 septembre 1972).
- 7 août : Teodor Cosma, pianiste et chef d'orchestre († 9 octobre 2011).
- 10 août : Erkki Aaltonen, compositeur finlandais († 8 mars 1990).
- 12 août : Heinrich Sutermeister, compositeur suisse († 16 mars 1995).
- 4 septembre : Remo Giazotto, musicologue italien († 26 août 1998).
- 10 septembre : Kozaburo Hirai, compositeur japonais († 30 novembre 2002).
- 14 septembre : 
  - Egida Giordani Sartori : claveciniste et professeure de musique italienne († 30 juillet 1999).
  - Rolf Liebermann, compositeur, chef d'orchestre, metteur en scène et producteur suisse († 2 janvier 1999).
- 15 septembre : Patricia Blomfield Holt, compositrice, pianiste et professeur de musique canadienne († 5 juin 2003 (à 92 ans)).
- 18 septembre : 
  - Leon Stein, compositeur, professeur de musique et musicologue américain († 9 mai 2002).
  - Josef Tal, compositeur israélien († 25 août 2008).
- 21 septembre : Meinrad Schütter, compositeur suisse († 12 janvier 2006).
- 29 septembre : 
  - Lola Rodríguez Aragón, soprano espagnole († 30 avril 1984).
  - Paule Maurice, compositrice française († 18 août 1967).
- 1er octobre : André Dumortier, pianiste belge († 3 septembre 2004).
- 13 octobre :
  - Otto Joachim, compositeur, violoniste, altiste et chambriste québécois d'origine allemande († 30 juillet 2010).
  - Wal-Berg, compositeur et chef d'orchestre français († 12 juillet 1994).
- 15 octobre : Dante Granato, compositeur et organiste vaudois († 3 août 2007).
- 1er novembre : Madeleine Will, organiste, compositrice et pédagogue française († 1er janvier 2012).
- 10 novembre : 
  - Salvador Contreras, compositeur mexicain († 7 novembre 1982).
  - Robert Darcy, violoncelliste et compositeur belge d'origine française († 6 juin 1967).
- 18 novembre : Edwin Bélanger, violoniste, chef d'orchestre, chef de musique militaire, arrangeur, pédagogue et marchand de musique québécois († 14 janvier 2005).
- 5 décembre : Pierre Maillard-Verger, compositeur et pianiste français († 30 avril 1968).
- 7 décembre : Gerard Hengeveld, pianiste, compositeur et professeur néerlandais († 28 octobre 2001).
- 12 décembre :
  - Henri Challan, pédagogue et compositeur français († 18 février 1977).
  - René Challan, compositeur français († 4 août 1978).

Date indéterminée
- Susana Baron Supervielle, compositrice argentine († 17 mai 2004).
- Nikolaï Boudachkine, compositeur russe de musique classique et de musique de film († 1988).
- Parviz Mahmoud, compositeur et chef d'orchestre iranien naturalisé plus tard américain († 1996).
- Éliane Richepin, pianiste et compositrice française († 9 mars 1999).

## Décès

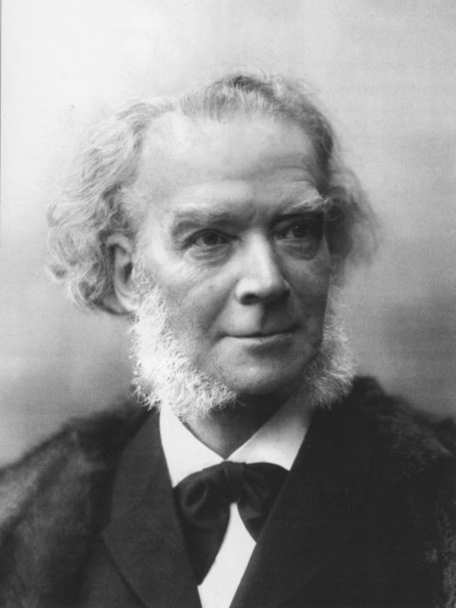
Carl Reinecke

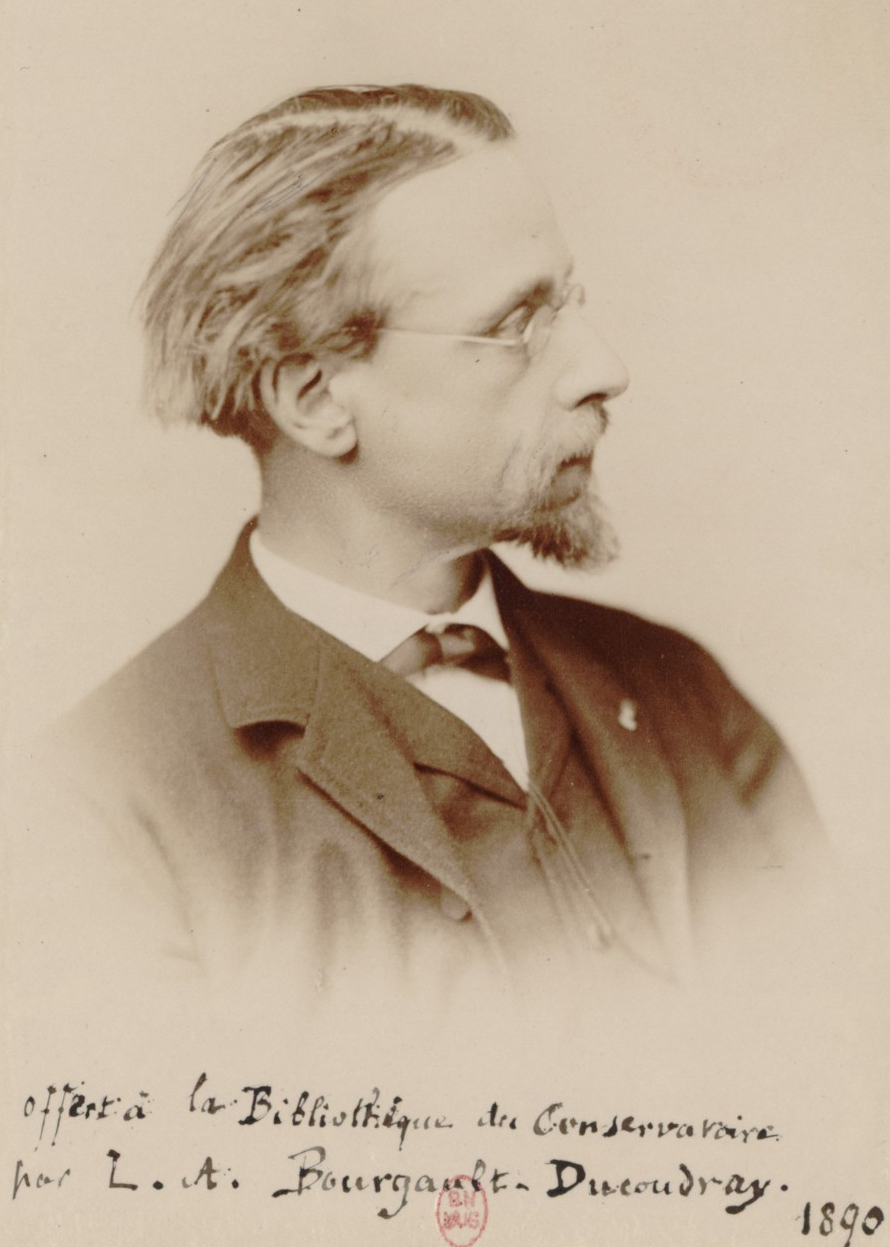
Louis-Albert Bourgault-Ducoudray

- 16 janvier : Martial Caillebotte, compositeur et pianiste français (° 7 avril 1853).
- 21 janvier : Mathis Lussy, théoricien de la musique et musicographe suisse (° 8 avril 1828).
- 16 février : Giuseppe Perrotta, compositeur italien (° 19 mars 1843).
- 10 mars : Carl Reinecke, compositeur allemand (° 23 juin 1824).
- 17 mars : Gustave Lefèvre, compositeur et pédagogue français (° 2 juin 1831).
- 18 mars : Giovanni Battista Lamperti, professeur de chant italien (° 24 juin 1839).
- 28 mars : Édouard Colonne, chef d'orchestre français (° 23 juillet 1838).
- 21 avril : Josefina Brdlíková, compositrice tchèque (° 20 mars 1843).
- 18 mai :
  - François Garoute, ténor français (° 5 octobre 1860).
  - Pauline Viardot, mezzo-soprano française (° 18 juillet 1821).
- 20 mai : Jean-Baptiste Weckerlin, compositeur et folkloriste français (° 9 novembre 1821).
- 29 mai : Mili Balakirev, compositeur russe (° 2 janvier 1837).
- 28 juin : Gustave Huberti, compositeur belge lié au mouvement flamand (° 14 avril 1843).
- 4 juillet : Louis-Albert Bourgault-Ducoudray, chef d'orchestre et compositeur français (° 2 février 1840).
- 7 juillet : Emilio Usiglio, chef d'orchestre et compositeur italien (° 8 janvier 1841).
- 14 juillet : Marius Petipa, danseur, maître de ballet et chorégraphe français (° 11 mars 1818).
- 21 juillet : Johan Selmer, compositeur norvégien (° 20 janvier 1844).
- 3 août : Emīls Dārziņš, pianiste, critique musical et compositeur letton (° 3 novembre 1875).
- 16 août : Charles Lenepveu, compositeur et pédagogue français (° 4 octobre 1840).
- 20 août : Arthur Coquard, compositeur et critique musical français (° 26 mai 1846).
- 31 août : Pierre Aubry, musicologue français (° 14 février 1874).
- 5 septembre : Julian Edwards, compositeur anglo-américain (° 11 décembre 1855).
- 24 septembre : Rudolf Dellinger, compositeur et chef d'orchestre allemand (° 8 juillet 1857).
- 14 octobre : Georges Mathias, pianiste, pédagogue et compositeur français (° 14 octobre 1826).
- 14 novembre : Orpheline Olsen, pianiste, musicologue et professeure de musique danoise (° 1846).

Après 1910 :
- André Thibouville, facteur français d'instruments à vent, spécialisé dans les clarinettes (° 19 juillet 1830).